# Virslīga 2014
Die Virslīga 2014 war die 23. Spielzeit der höchsten lettischen Fußball-Spielklasse der Herren seit deren Neugründung im Jahr 1992. Sie wurde vom Lettischen Fußballverband ausgetragen. Die Spielzeit begann am 21. März 2014 und endete am 8. November 2014.
Titelverteidiger war der FK Ventspils, der diesen erfolgreich verteidigen konnte.

## Modus
Die 10 Mannschaften spielten im Verlauf einer Saison viermal gegeneinander; zweimal zu Hause und zweimal auswärts. Somit bestritt jede Mannschaft 36 Spiele pro Saison. Der Tabellenletzte stieg in die zweitklassige 1. līga ab, der Neuntplatzierte spielte in der Relegation gegen den Zweiten der 1. līga. Neu dabei in der Liga waren, sowohl der 2014 gegründete FK Liepāja als auch der BFC Daugavpils.

## Vereine
| Verein                         | Stadt      | Stadion                      | Kapazität |
| ------------------------------ | ---------- | ---------------------------- | --------- |
| BFC Daugavpils                 | Daugavpils | Celtnieks                    | 2.000     |
| FC Daugava Daugavpils          | Daugavpils | Daugava-Stadion              | 4.100     |
| FC Jūrmala                     | Jūrmala    | Slokas-Stadion               | 2.000     |
| FK Daugava Riga                | Riga       | Daugava-Stadion              | 5.000     |
| FK Liepāja                     | Liepāja    | Daugava-Stadion              | 5.083     |
| FK Jelgava                     | Jelgava    | Ozolnieku-Stadion            | 2.200     |
| FK Spartaks Jūrmala            | Jūrmala    | Slokas-Stadion               | 2.000     |
| FK Ventspils                   | Ventspils  | Olimpiskais Centrs Ventspils | 3.200     |
| FS Metta/Latvijas Universitāte | Riga       | Arkādija-Stadion             | 0.250     |
| Skonto Riga                    | Riga       | Skonto-Stadion               | 9.000     |

## Abschlusstabelle
| Pl. | Verein                             | Sp. | S  | U  | N  | Tore    | Diff. | Punkte |
| --- | ---------------------------------- | --- | -- | -- | -- | ------- | ----- | ------ |
| 1.  | FK Ventspils (M)                   | 36  | 26 | 5  | 5  | 075:200 | +55   | 83     |
| 2.  | Skonto Riga 1                      | 36  | 25 | 1  | 10 | 077:340 | +43   | 71     |
| 3.  | FK Jelgava (P)                     | 36  | 20 | 10 | 6  | 057:270 | +30   | 70     |
| 4.  | FK Liepāja (N)                     | 36  | 21 | 3  | 12 | 072:450 | +27   | 66     |
| 5.  | FC Daugava Daugavpils (SC)         | 36  | 19 | 8  | 9  | 053:390 | +14   | 65     |
| 6.  | FK Spartaks Jūrmala                | 36  | 14 | 9  | 13 | 038:320 | +6    | 51     |
| 7.  | FK Daugava Riga                    | 36  | 13 | 4  | 19 | 048:640 | −16   | 43     |
| 8.  | BFC Daugavpils (N)                 | 36  | 8  | 5  | 23 | 030:650 | −35   | 29     |
| 9.  | FS Metta/Latvijas Universitāte (R) | 36  | 3  | 7  | 26 | 026:690 | −43   | 16     |
| 10. | FC Jūrmala 1                       | 36  | 2  | 6  | 28 | 029:110 | −81   | 07     |

| (M)  | amtierender Meister     |
| (P)  | amtierender Pokalsieger |
| (SC) | Supercupsieger 2013     |
| (N)  | Neuaufsteiger           |
| (R)  | Relegationssieger       |

### Kreuztabelle
Die Kreuztabelle stellt die Ergebnisse aller Spiele dieser Saison dar. Die Heimmannschaft ist in der linken Spalte, die Gastmannschaft in der oberen Zeile aufgelistet. Die Teams spielen jeweils vier Mal gegeneinander, davon zwei Heim- und zwei Auswärtsspiele, sodass insgesamt 36 Spiele zu absolvieren sind.
| Hinrunde                       | BFC Daugavpils | FC Daugava Daugavpils | FK Jelgava | FC Jūrmala | FK Daugava Riga | FK Liepāja | FS Metta/Latvijas Universitāte | Skonto Riga | FK Spartaks Jūrmala | FK Ventspils |
| ------------------------------ | -------------- | --------------------- | ---------- | ---------- | --------------- | ---------- | ------------------------------ | ----------- | ------------------- | ------------ |
| BFC Daugavpils                 |                | 0:3                   | 2:3        | 1:1        | 3:2             | 1:1        | 1:1                            | 0:2         | 1:3                 | 0:3          |
| FC Daugava Daugavpils          | 2:1            |                       | 1:2        | 1:0        | 1:0             | 5:3        | 1:0                            | 0:4         | 3:3                 | 0:3          |
| FK Jelgava                     | 1:0            | 1:1                   |            | 5:0        | 4:1             | 3:0        | 1:1                            | 0:3         | 0:0                 | 1:2          |
| FC Jūrmala                     | 1:2            | 2:3                   | 1:3        |            | 1:1             | 2:3        | 0:3                            | 0:5         | 0:1                 | 0:6          |
| FK Daugava Riga                | 1:0            | 0:1                   | 0:3        | 3:0        |                 | 4:0        | 1:0                            | 1:6         | 0:2                 | 0:4          |
| FK Liepāja                     | 2:1            | 0:3                   | 2:1        | 7:0        | 1:0             |            | 2:1                            | 1:0         | 2:0                 | 2:0          |
| FS Metta/Latvijas Universitāte | 1:0            | 0:1                   | 1:1        | 2:4        | 0:2             | 1:4        |                                | 1:2         | 2:2                 | 0:2          |
| Skonto Riga                    | 3:1            | 2:1                   | 1:1        | 1:0        | 5:1             | 2:0        | 3:1                            |             | 2:1                 | 2:0          |
| FK Spartaks Jūrmala            | 0:1            | 0:0                   | 0:1        | 1:1        | 1:0             | 2:0        | 4:1                            | 0:2         |                     | 1:0          |
| FK Ventspils                   | 0:1            | 3:0                   | 0:0        | 3:1        | 2:0             | 3:2        | 2:0                            | 1:0         | 1:0                 |              |

| Rückrunde                      | BFC Daugavpils | FC Daugava Daugavpils | FK Jelgava | FC Jūrmala | FK Daugava Riga | FK Liepāja | FS Metta/Latvijas Universitāte | Skonto Riga | FK Spartaks Jūrmala | FK Ventspils |
| ------------------------------ | -------------- | --------------------- | ---------- | ---------- | --------------- | ---------- | ------------------------------ | ----------- | ------------------- | ------------ |
| BFC Daugavpils                 |                | 0:2                   | 0:2        | 4:2        | 0:1             | 0:4        | 4:1                            | 1:0         | 1:0                 | 0:1          |
| FC Daugava Daugavpils          | 5:0            |                       | 1:0        | 1:0        | 2:2             | 3:1        | 2:1                            | 0:1         | 1:0                 | 1:1          |
| FK Jelgava                     | 2:0            | 1:0                   |            | 2:1        | 1:1             | 1:0        | 1:1                            | 0:1         | 0:0                 | 1:0          |
| FC Jūrmala                     | 1:1            | 1:1                   | 0:2        |            | 0:6             | 0:1        | 1:0                            | 1:7         | 1:2                 | 0:7          |
| FK Daugava Riga                | 4:2            | 1:4                   | 1:3        | 3:1        |                 | 2:4        | 2:0                            | 1:2         | 2:1                 | 0:3          |
| FK Liepāja                     | 5:0            | 3:2                   | 2:3        | 6:0        | 1:2             |            | 2:0                            | 3:0         | 3:0                 | 1:1          |
| FS Metta/Latvijas Universitāte | 1:1            | 0:1                   | 0:3        | 1:1        | 1:2             | 0:2        |                                | 0:3         | 2:1                 | 0:3          |
| Skonto Riga                    | 2:0            | 1:0                   | 0:3        | 4:3        | 4:1             | 1:2        | 3:1                            |             | 0:1                 | 2:4          |
| FK Spartaks Jūrmala            | 2:0            | 0:0                   | 1:1        | 4:1        | 1:0             | 0:0        | 2:0                            | 1:0         |                     | 1:2          |
| FK Ventspils                   | 2:0            | 4:0                   | 2:0        | 6:1        | 0:0             | 1:0        | 2:1                            | 2:1         | 1:0                 |              |

## Relegation
Am Ende der regulären Saison trat der Neuntplatzierte der Virslīga, gegen den Zweiten der 1. līga, in der Relegation an.
| Datum             |                                | Ergebnis |                                |
| ----------------- | ------------------------------ | -------- | ------------------------------ |
| 12. November 2014 | FS Metta/Latvijas Universitāte | 1:0      | Rēzeknes FA                    |
| 16. November 2014 | Rēzeknes FA                    | 1:5      | FS Metta/Latvijas Universitāte |
| Gesamt:           | FS Metta/Latvijas Universitāte | 6:1      | Rēzeknes FA                    |

## Torschützenliste
| Pl. | Name                  | Mannschaft            | Tore |
| --- | --------------------- | --------------------- | ---- |
| 01. | Vladislavs Gutkovskis | Skonto Riga           | 28   |
| 02. | Dāvis Ikaunieks       | FK Liepāja            | 23   |
| 03. | Vladislavs Kozlovs    | FK Jelgava            | 15   |
| 04. | Edgars Gauračs        | FK Spartaks Jūrmala   | 14   |
| 05. | Kristaps Grebis       | FK Liepāja            | 12   |
| 05. | Jevgēņijs Kosmačovs   | FC Daugava Daugavpils | 12   |
| 05. | Ndue Mujeci           | FK Ventspils          | 12   |
| 05. | Mantas Savėnas        | FK Daugava Riga       | 12   |
| 09. | Ahmed Abdultaofik     | FK Ventspils          | 11   |
| 10. | Ruslan Mingazov       | Skonto Riga           | 09   |